# Ariadna brevispina
Ariadna brevispina är en spindelart som beskrevs av Lodovico di Caporiacco 1947. Ariadna brevispina ingår i släktet Ariadna och familjen sexögonspindlar.
Artens utbredningsområde är Tanzania. Inga underarter finns listade i Catalogue of Life.